# 마티외 델피에르
마티외 델피에르(프랑스어: Matthieu Delpierre, 1981년 4월 26일 프랑스 낭시 ~ )는 프랑스의 전 축구 선수로, 과거 센터백으로 활약했다. 그는 프랑스 축구 국가대표팀의 U-18, U-20, U-21팀으로 차출되었고, 2002년 UEFA U-21 챔피언쉽의 일원으로 참여하였다.

## 클럽 경력
그의 릴 OSC에서의 첫 시즌, 델피에르는 클럽 경기에 간간히 출장하며 리그 1 승격을 도왔다. 델피에르는 다음 시즌에 더 많은 경기에서 주전으로 나왔고, 3위로 마감하여 UEFA 챔피언스리그 예선 참가권을 획득하는데 이바지하였다. 그는 계속해서 릴의 선수로 활약하였지만 소속팀의 순위는 매 시즌마다 하락하였다.
델피에르는 소속팀 릴이 연장계약 제안을 거부하자 VfB 슈투트가르트로 자유이적하였다. 2004-05 시즌과 2005-06 시즌, 팀의 형편없는 성적으로 인하여 델피에르는 아르민 페 감독 지도 하에 기량을 향상시키기 시작하였다.
2006-07 시즌, 이 프랑스 수비수는 슈투트가르트 수비의 요주인물이 되었다. 1경기를 질병으로 결장한 것을 제외하고, 그는 페르난두 메이라와 더불어 통곡의 벽을 형성하였다. 또한 마티외는 2006-07 시즌 DFB-포칼에서 결승까지, 단 3골만 실점하는 성공적인 모습을 보였다. 팀은 결승에 올라와 1. FC 뉘른베르크와의 결승전에서 패하였다. 2007년 5월 19일, 그는 VfB 슈투트가르트의 주축 선수로써 1 분데스리가 우승을 거두었다.
그의 수비 성과는 잉글랜드와 독일 거함들의 주목을 받았다. 아스널 FC와 FC 바이에른 뮌헨이 그에게 이적 제안을 하였고, 나중에 프랑스의 올랭피크 드 마르세유와 AS 생테티엔도 경쟁에 가세하였다.
그는 2012년 여름까지 VfB 슈투트가르트에 연장계약을 하였다.
2009년 12월 1일, 델피에르는 마르쿠스 바벨 감독에 의해 주장으로 선임되었다.
2014년 7월 7일 멜버른 빅토리가 델피에르와의 1년 계약을 공식 발표하였다.

## 국가대표 경력
델피에르는 2007년에 처음으로 프랑스 축구 국가대표팀 1군으로 차출되었다.

## 수상
릴 OSC
- 리그 2: 1999-2000

VfB 슈투트가르트
- 1 분데스리가: 2006-07